# V (seña)

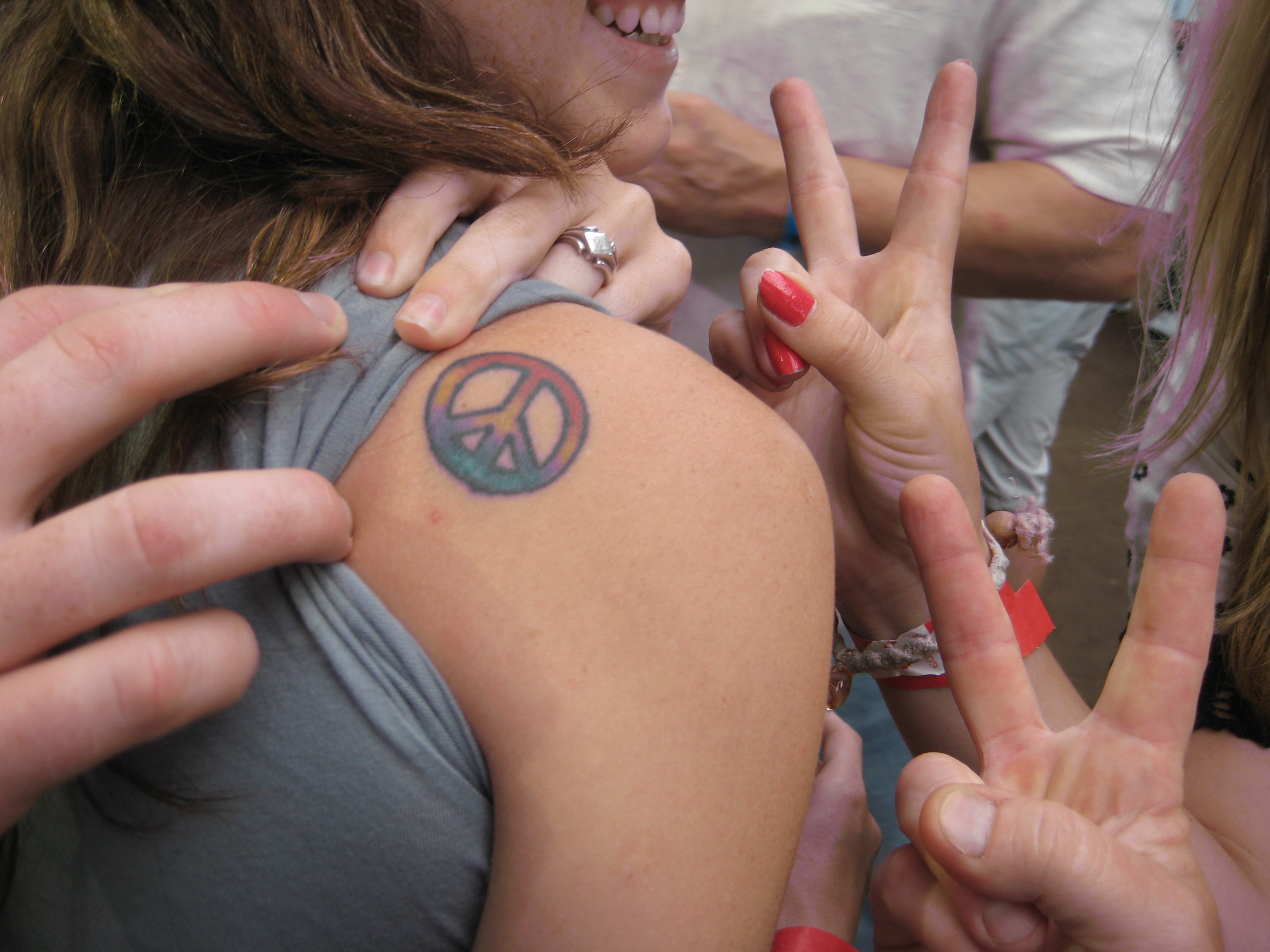
Dos personas haciendo la seña V junto a un tatuaje de un símbolo de paz.

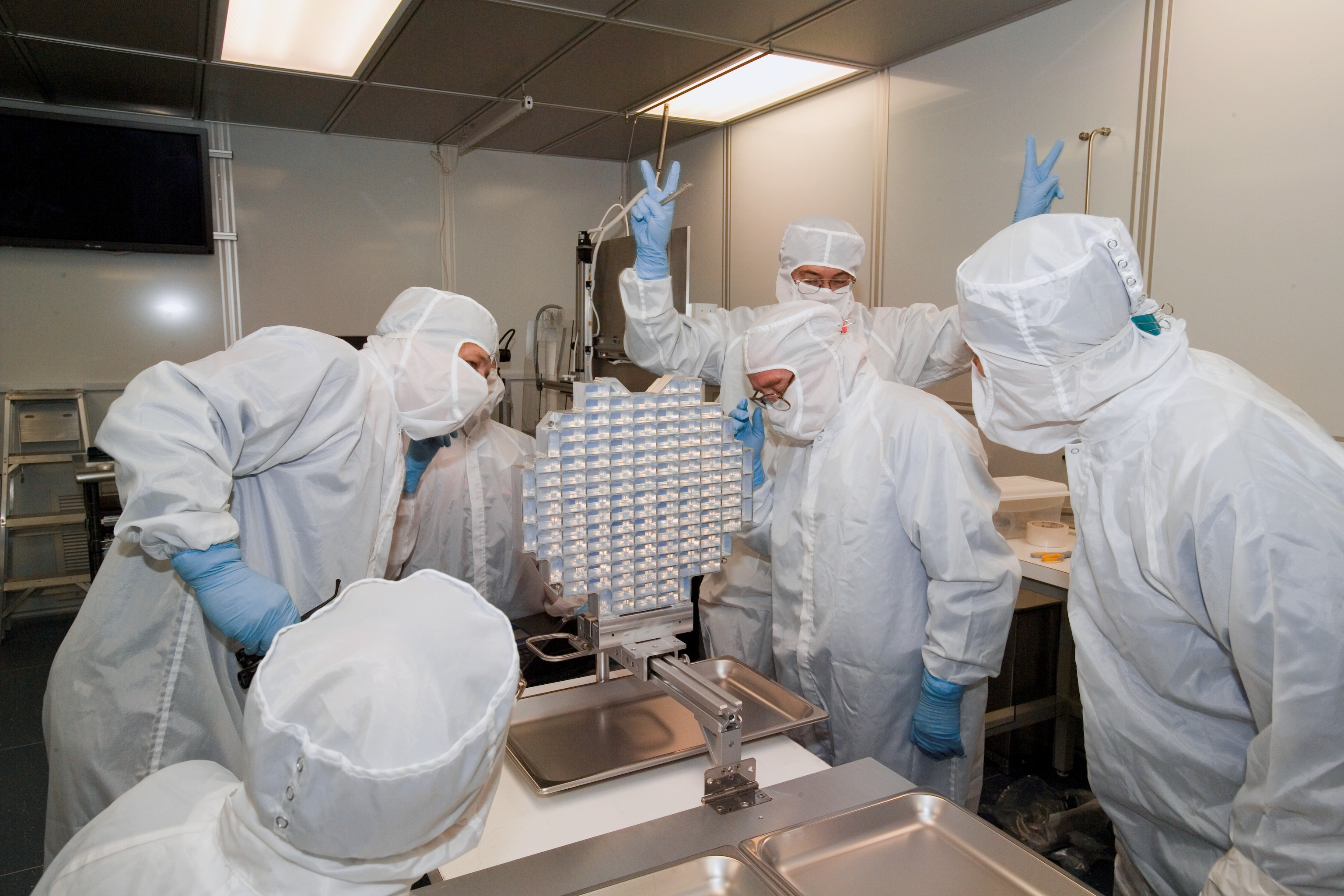
Un investigador hace una señal de victoria cuando llega el material recogido en el espacio por la nave Stardust en el Johnson Space Center (Texas).

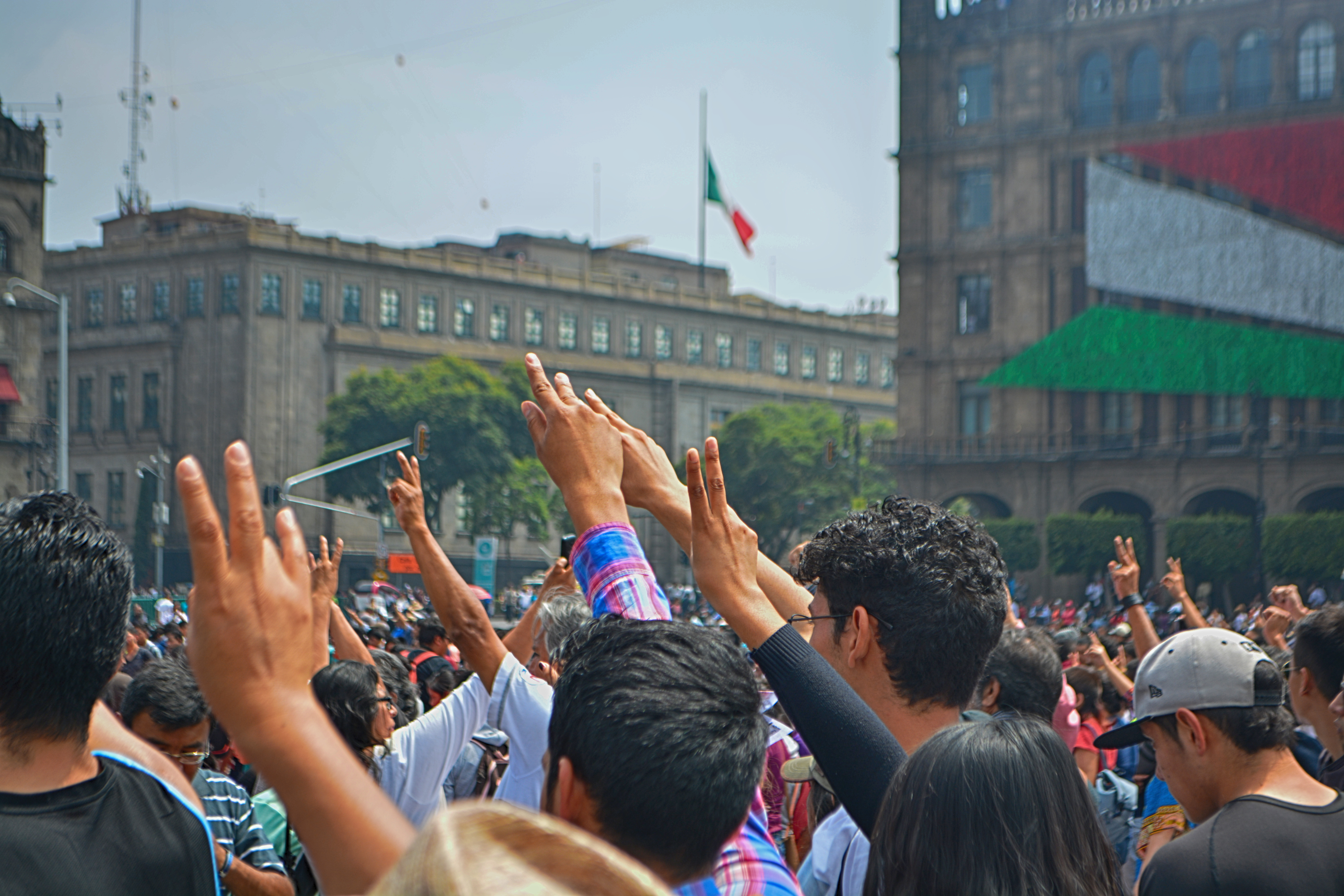
Manifestantes haciendo V de la victoria en una marcha conmemorativa por el Movimiento de 1968 en México

La seña V es un gesto manual en el cual se levantan los dedos índice y medio separados, mientras que los demás dedos permanecen cerrados. Tiene varios significados, dependiendo del contexto cultural en el que se presente. Fundamentalmente se emplea como:
- la letra “V” (con la palma hacia afuera)
- En la cultura anglosajona, como un gesto ofensivo (con la palma hacia adentro).
- Indicando el número dos
- Indicando un  saludo
- Indicando Victoria
- El signo de la paz

Fue adoptado por el movimiento contracultural de los años sesenta como un signo de paz. También fue adoptado por el Partido Justicialista en el día del retorno de Juan Domingo Perón a su patria (Argentina).

## Usos actuales

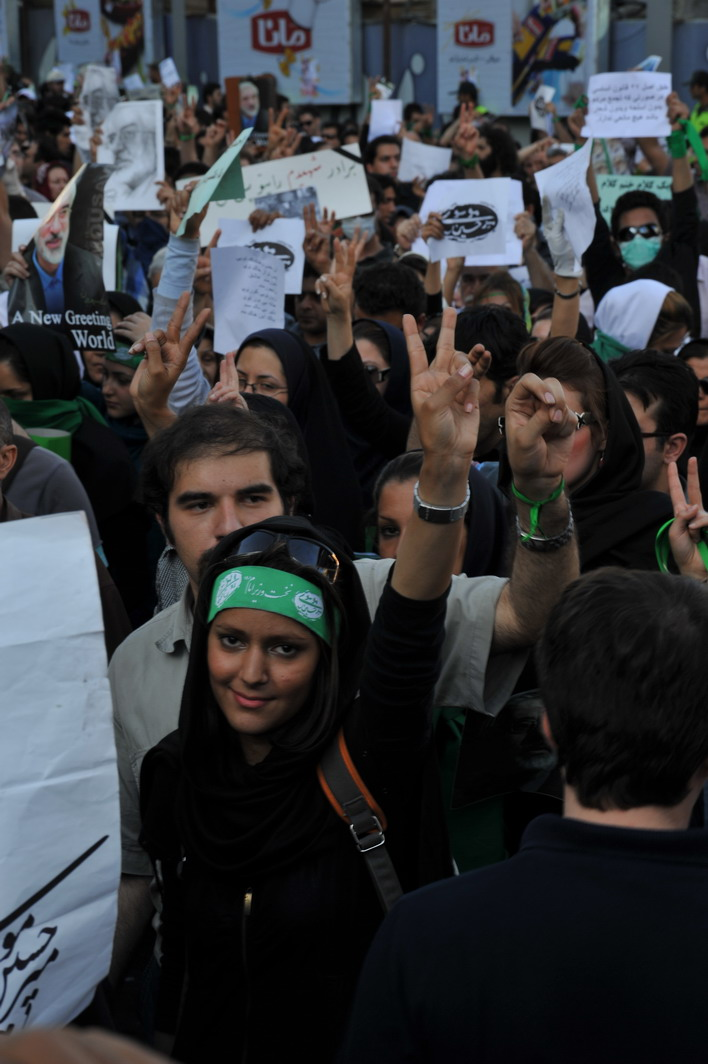
Protestas en las elecciones de Irán (2009).

El significado de esta señal depende en parte de la posición de las manos. Con la palma mirando hacia el sujeto que señala, puede significar:
- Un insulto (en Australia, Irlanda, Nueva Zelanda, el Reino Unido y Sudáfrica)[1] que significa ‘jódete’.
- El número dos, indicando cantidad (no en los países en los que significa un insulto), si bien es más común con la palma hacia afuera.

Cuando se usa junto con otros movimientos puede significar:
- Gesto de usar comillas: flexionando los dedos, palmas hacia afuera, con ambas manos.[2]
- Esta posición de la mano también es utilizada para hacer diferentes señas, por ejemplo "ver /mirar". Cuando los dedos índice y medio señalan los ojos del dueño de la mano y luego giran ―manteniendo la V― y señalan a alguien puede significar «pórtate bien, que te estoy viendo».[3]

Con la palma hacia a fuera puede significar:
- Dos: una expresión no verbal de cantidad;
- Victoria: en tiempo de guerra o en competiciones; popularizado por Winston Churchill. Se usa regularmente con ambas manos arriba como lo hacía el presidente de los Estados Unidos Eisenhower o luego también Richard Nixon, en Argentina se usa con una mano arriba en representación al Partido Justicialista o Movimiento Peronista. En Bolivia, también fue adoptado como el  símbolo del partido político Movimiento Nacionalista Revolucionario - MNR, en este caso, solo con la mano derecha levantada. La periodista y política española Anna Grau ha utilizado habitualmente este símbolo en su carrera política, especialmente en la campaña para la alcaldía de Barcelona, así como en redes sociales.
- Paz o amigo: usado alrededor del mundo por grupos pacifistas y contraculturales; popularizado en América por el movimiento por la paz de los años sesenta.
- Orejas de conejo: detrás de la cabeza de alguien en una fotografía. En algunas culturas esto significa un cornudo.
- "paz" o "todo está bien" o "todo OK": al mostrarse al frente de uno mismo en una foto.
- La letra V, en algunas lenguas de señas: se usa para deletrear.[4]
- La letra V también se usa como vengadora
- Se utiliza entre la comunidad motera como saludo en ruta, no se utiliza en vías urbanas.

## La V como un insulto
La versión del gesto insultante (con la palma hacia adentro) es a menudo comparada con el gesto ofensivo conocido como "el dedo". "El saludo de los dedos", también conocido como "el saludo Longbowman", "los dos" y como "el tenazas" en el oeste de Escocia, y "la horquilla" en Australia, se realiza más comúnmente posicionando la V hacia arriba de la muñeca o el codo. Este gesto ha sido insultante en Inglaterra, y más tarde en el resto del Reino Unido; aunque su uso como gesto insultante se limita al Reino Unido, Irlanda, Australia y Nueva Zelanda. Se utiliza con frecuencia para implicar desafío a la autoridad o como desprecio y burla.
Un ejemplo de este gesto como un insulto sucedió el 1 de noviembre de 1990. El periódico británico sensacionalista The Sun publicó un artículo en primera página con el título «Up yours, Delors» junto a una mano grande haciendo una señal de la V sobresaliendo de una bandera de la Unión Europea. The Sun criticaba al entonces presidente de la Comisión Europea, Jacques Delors, quien había abogado por un gobierno central en la Unión Europea. El artículo atrajo un sinnúmero de quejas, pero el ahora extinto Consejo de Prensa del Reino Unido rechazó las quejas después de que el editor del periódico alegase el derecho de usar lenguaje vulgar en pro de los intereses de Gran Bretaña.
En el Reino Unido se empezó a utilizar la expresión «un Harvey» o «un Harvey Smith» para describir la versión insultante de la V de la victoria.
En 1971, el jinete de salto Harvey Smith fue descalificado por hacer la V insultante en televisión a los jueces después de ganar en el British Show Jumping Derby en Hickstead (aunque su victoria fue reconocida nuevamente dos días después). Harvey Smith reclamó que tras haber ganado él simplemente estaba haciendo la V de la victoria. Esta defensa ha sido usada también por otras figuras públicas.
En ocasiones visitantes extranjeros a los países mencionados anteriormente utilizan esta señal sin saber su sentido ofensivo para los nativos, por ejemplo para ordenar dos cervezas en un bar ruidoso, o en el caso del presidente de los Estados Unidos George H. W. Bush, quien paseando en Australia en 1992 les hizo la señal de la paz a un grupo de granjeros en Canberra ―quienes estaban protestando contra él debido a los subsidios que el Gobierno de EE. UU. les ofrece a sus agricultores― y en su lugar les envió una señal insultante.
En Francia se la conoce como «la palabra de Cambronne», y en Canadá se le llama «el saludo de Trudeau»
En abril de 2009 los jugadores escoceses Barry Ferguson y Allan McGregor fueron vetados permanentemente por del Equipo Nacional de Escocia por hacer la v insultante mientras estaban sentados en el banquillo en un partido contra Islandia. Ambos jugadores estuvieron en el bar de su hotel bebiendo después de la derrota a Holanda alrededor de las 11 a. m. de la mañana siguiente, lo cual implica que ambos violaron el código de conducta de la SFA desde antes del incidente, pero la actitud que mostraron con la V fue considerada tan ofensiva que la SFA decidió no incluirlos nunca más en la liguilla. Ferguson perdió la capitanía de los Rangers debido a la controversia.
El actor estadounidense Steve McQueen mostró una V insultante en la escena final de Le Mans. Existe una fotografía, tomada por el fotógrafo Nigel Snowdon que se ha convertido en una imagen icónica de McQueen y de las 24 Horas de Le Mans.

### Orígenes
De entre los primeros usos registrados de este "saludo a dos dedos" se encuentra en Macclesfield Psalter hacia 1330 (en el Museo Fitzwilliam, Cambridge).
Una referencia histórica se encuentra en un Mosaico Redentor entre la Virgen y San Miniato, de 1297, de la Basílica de San Miniato al Monte, en que se puede apreciar claramente la figura de Jesús realizando el gesto.
Según cuenta la leyenda, el saludo a dos dedos o V de la victoria deriva de los gestos manuales de los arqueros que lucharon con Inglaterra en la Batalla de Agincourt (1415) durante la guerra de los Cien Años. Cuenta la historia que el pueblo francés declaraba que les cortarían los dos dedos que usaban para disparar a todos los arqueros ingleses después de ganar la batalla de Agincourt, pero los ingleses salieron victoriosos y mostraron sus dedos intactos. El historiador Juliet Barker cita a Jean Le Fevre (quien peleó en la batalla del lado inglés) diciendo que Enrique V incluyó una referencia a la amputación de los dedos de los arqueros en su discurso anterior a la batalla.
La primera referencia concisa que se tiene de la señal V se encuentra en el trabajo de François Rabelais, escritor satírico del siglo XVI.
Sin embargo, la evidencia clara del uso de la V insultante en Inglaterra no llega hasta comienzos del siglo XX, cuando en 1901 un trabajador de en Rotherham Parkgate utilizó el gesto —capturado en una película— para demostrar su disconformidad con el hecho de ser filmado.
Peter Opie interrogó a algunos niños en los años cincuenta y observó que en '"La tradición del lenguaje de los escolares" el viejo gesto del pulgar en la nariz había sido remplazado por la V como un insulto común en el patio del recreo.
Desmond Morris discutió varios posibles orígenes de la señal V Gestos: Su origen y distribución (publicado en 1979), discusión que no obtuvo resultados concluyentes.

Debido al fuerte tabú asociado con el gesto (su uso público ha sido severamente condenado), como resultado hay una tendencia a evitar el tratar sobre ello en detalle. Es "conocido por ser sucio" y pasa de generación en generación por personas que simplemente lo aceptan y lo reconocen como una obscenidad, sin molestarse en analizarlo (...) Varios de los argumentos contrarios son muy parecidos. Lo cierto es que probablemente jamás lo sabremos…...
Desmond Morris.

## La V para la campaña de la victoria y el signo de la victoria/libertad

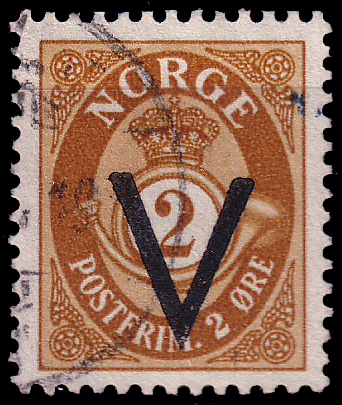
La V de "victoria" en un sello noruego de agosto de 1941.

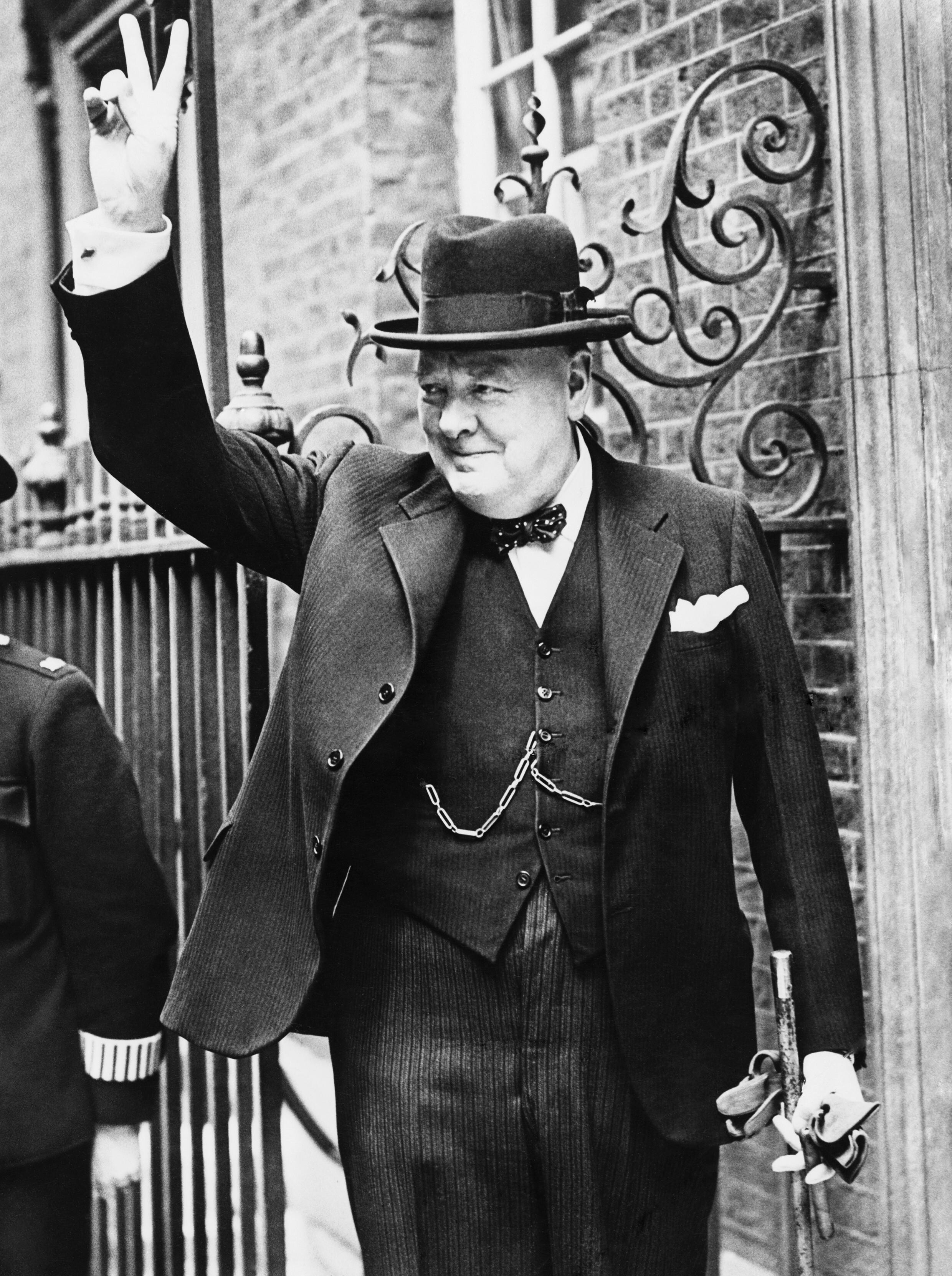
Winston Churchill haciendo la señal de la victoria.

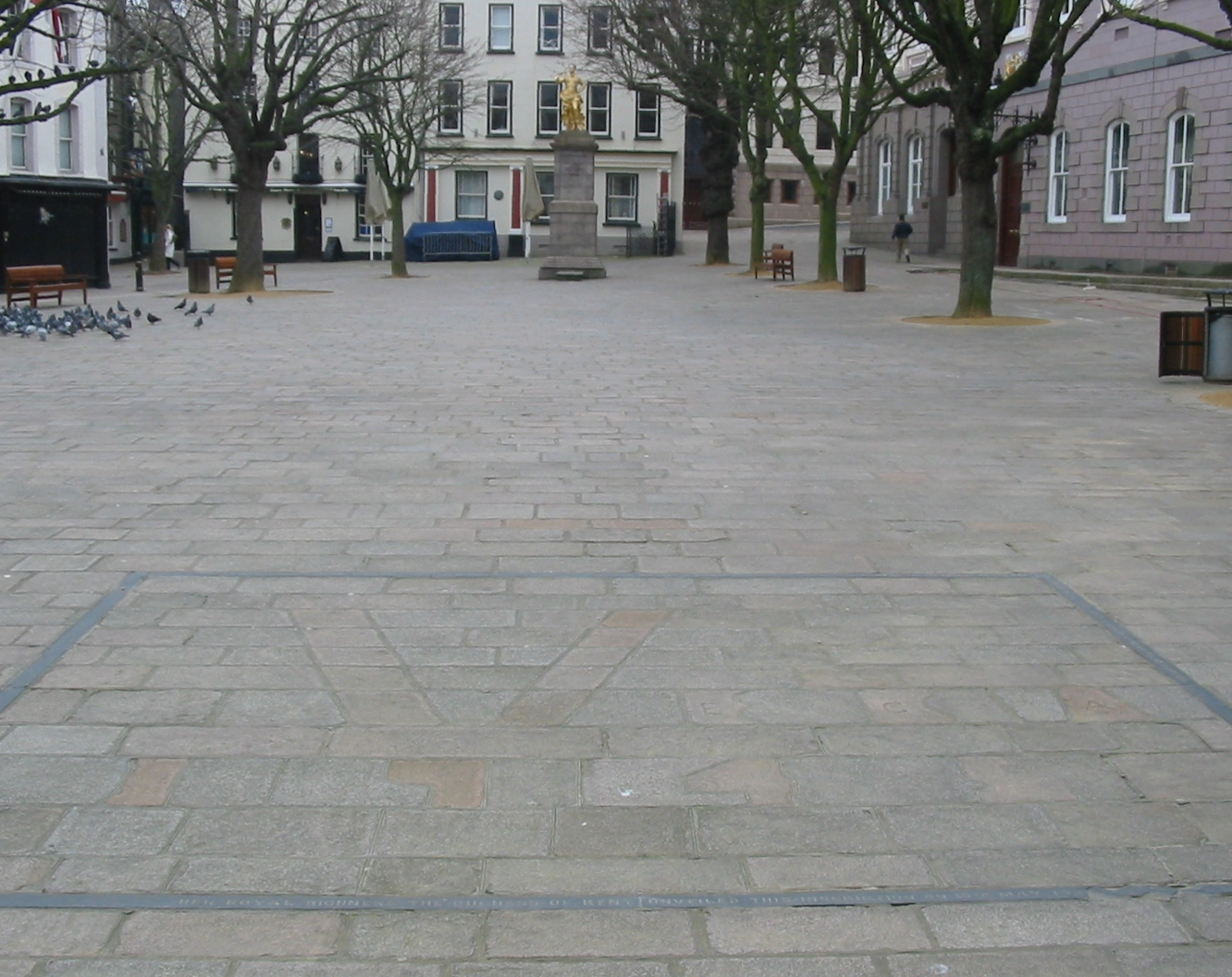
Durante la ocupación alemana de Jersey, un cantero reparó un pavimento dibujando la V de la victoria en las mismas narices de los ocupantes. Más tarde este dibujo fue justificado como una referencia a un barco de la Cruz Roja llamado "Vega". La adición de la fecha de 1945 y una restauración reciente lo han transformado en un monumento.

El 14 de enero de 1941 Victor de Laveleye, antiguo ministro de justicia y director de las emisiones belgas de habla francesa en la BBC (1940–1944), sugirió que los Belgas usaran la V de la "victoria" (inicial compartida en idioma francés, victoire y holandés, vrijheid) como un emblema de la resistencia durante la Segunda Guerra Mundial. En el programa de la BBC, de Laveleye dijo que "Las fuerzas de ocupación, al ver esta señal, siempre la misma, infinitamente repetida, entenderá que está rodeada por una inmensa turba de ciudadanos que esperan un momento de debilidad, vigilándolos para cuando cometan el primer error." De hecho, en cuestión de semanas comenzaron a aparecer signos de la V en los muros de toda Bélgica, los Países Bajos y el Norte de Francia.
Animada por este éxito, la BBC estableció un plan, el “V for Victory”, del cual puso a cargo de la prensa al editor Douglas Ritchie, al que presenta como “Coronel Britton”. Ritchie propuso una "V sonora" utilizando el Código Morse (tres puntos y una línea). Teniendo el mismo ritmo que las notas iniciales de la Quinta sinfonía de Beethoven, esta entradilla con las notas de Beethoven fue utilizada por la BBC como señal de llamada para sus programas en idiomas extranjeros en los países ocupados durante el resto de la guerra. La ironía de que estas notas fueran escritas por un alemán no pasó desapercibida para muchos de los espectadores, o por lo menos para los más educados musicalmente. Se entendía como el "Destino llamando a la puerta" del Tercer Reich.
(Audio de la sintonía.ⓘ).
Asimismo, la BBC también alentó el uso de la V presentada por Laveleye.
Para julio de 1941, el emblemático uso de la letra V se había extendido en la Europa ocupada, y el 19 de julio, Winston Churchil puso el sello del gobierno británico a la aprobación de la V para la campaña de la victoria en un discurso, a partir de ese momento empezó a usar la V de la victoria (a veces con un cigarro entre las manos).
Más tarde durante la guerra la usó con la palma hacia afuera.
Se dice que el aristocrático Churchill hizo este cambio tras recibir la explicación de lo que esta significaba para otras clases de la Gran Bretaña.
Otros líderes aliados utilizaron el signo de la misma manera desde 1942. Charles de Gaulle lo usó en cada uno de sus discursos hasta 1969.
El ocultista británico Aleister Crowley afirmó haber inventado el uso de una V como una barrera mágica contra la esvástica nazi en febrero de 1941. Argumentaba que lo pasó a sus amigos de BBC y a la División británica de inteligencia naval a través de sus conexiones en el MI5, que ganó finalmente la aprobación de Winston Churchill. Crowley señaló que en su publicación Magick (1913) en una misma placa aparece un signo V y una esvástica.
En Argentina, durante el exilio de Juan Domingo Perón sus seguidores pintaban la V como símbolo de la vuelta del expresidente y más tarde unido a la P para instar a votar por el General. La forma se popularizó durante los gobiernos peronistas y, sobre todo, durante el Kirchnerismo. Actualmente en el país se utiliza la señal V como significado de simpatía con el movimiento peronista.

### La guerra de Vietnam, victoria y paz

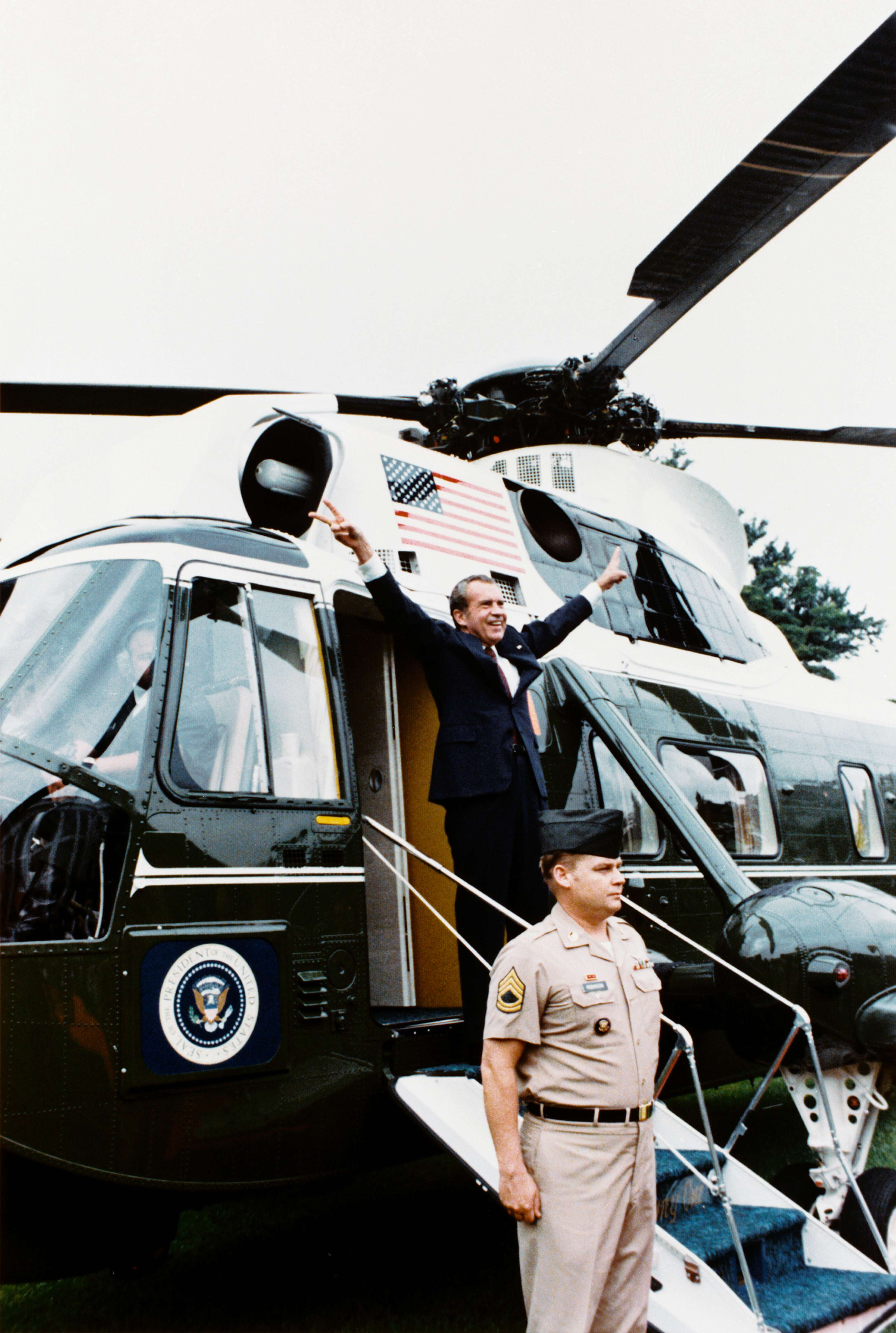
Nixon abandona la Casa Blanca tras el escándalo Watergate (9 de agosto de 1974).

El presidente de los Estados Unidos Richard Nixon la usó como señal de victoria, gesto que se convirtió en una de sus más conocidas marcas. También la utilizó en su salida de la función pública tras su renuncia en 1974.
Un signo similar fue usado en las protestas contra la guerra de Vietnam (y protestas posteriores contra la guerra) y por la contracultura. Debido a que los hippies de ese tiempo lo utilizaban con frecuencia al mismo tiempo que decían “paz”, terminó haciéndose popular como el signo de la paz.

### Japón y la V en las fotografías

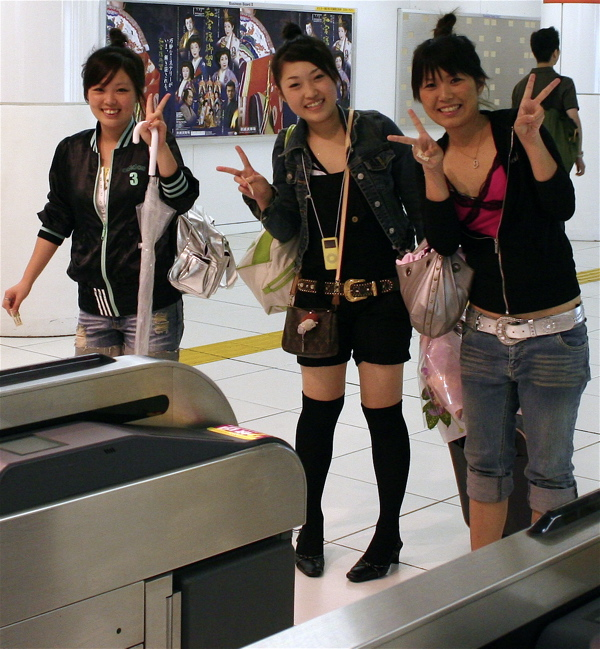
Jóvenes japonesas hacen el signo V en Tokio (2006).

La V con la palma hacia afuera es muy común entre los japoneses, especialmente entre la gente más joven cuando posan en fotografías informales. Una versión de la historia de esta práctica cuenta que durante los Juegos Olímpicos de invierno de 1972 en Sapporo (Hokkaidō), la patinadora estadounidense Janet Lynn entró en la cultura popular japonesa cuando se cayó durante una presentación de patinaje y aún en el hielo siguió sonriendo. A pesar de finalizar en el tercer lugar, su animosa diligencia la convirtió de la noche a la mañana en una celebridad japonesa. Lynn, después como activista de paz, fue vista frecuentemente haciendo la V de la paz en los medios japoneses. Aunque el signo V ya era conocido en Japón desde la posguerra de la Segunda Guerra Mundial, algunos japoneses la reconocen por haber popularizado el gesto en sus fotos.

## Otros
- En Unicode, La V de la Victoria tiene por símbolo U+270C (✌).
- La señal V, especialmente cuando está pintada en verde, es un signo del Movimiento Verde Iraní.
- En Argentina durante los años de la dictadura que prohibió y envió al exilio a  Juan Domingo Perón, fue utilizado como referencia a pintadas con la simbología PV (Perón Vuelve). Actualmente en el país se utiliza la señal V como significado de simpatía con el movimiento peronista.